# Voievodatul Silezia Inferioară
Voievodatul Silezia Inferioară (poloneză: województwo dolnośląskie; germană Woiwodschaft Niederschlesien) este o regiune administrativă în vestul Poloniei la granița cu Republica Cehă și Germania. Capitala voievodatului este orașul Wrocław. 

## Orașe
Voievodatul conține 91 de orașe. Acestea sunt listate mai jos în ordinea populației.
| 1. Wrocław (631 188) 2. Wałbrzych (119 955) 3. Legnica (102 708) 4. Jelenia Góra (83 097) 5. Lubin (74 886) 6. Głogów (69 608) 7. Świdnica (60 213) 8. Bolesławiec (40 837) 9. Oleśnica (36 951) 10. Dzierżoniów (34 678) 11. Zgorzelec (32 925) 12. Bielawa (31 219) 13. Oława (30 908) 14. Kłodzko (28 249) 15. Jawor (24 347) 16. Nowa Ruda (24 261) 17. Świebodzice (23 126) 18. Polkowice (22 279) 19. Lubań (22 137) 20. Kamienna Góra (21 440) 21. Bogatynia (19 068) 22. Strzegom (16 782) 23. Boguszów-Gorce (16 687) 24. Złotoryja (16 503) 25. Ząbkowice Śląskie (16 242) 26. Jelcz-Laskowice (15 196) 27. Chojnów (14 389) 28. Brzeg Dolny (12 786) 29. Góra (12 574) 30. Wołów (12 286) 31. Strzelin (12 192) 32. Trzebnica (12 180) 33. Milicz (12 004) 34. Kowary (11 824) 35. Syców (10 712) 36. Bystrzyca Kłodzka (10 638) 37. Kudowa-Zdrój (10 204) 38. Lwówek Śląski (9 687) 39. Pieszyce (9 490) 40. Ziębice (9 234) 41. Środa Śląska (8 800) 42. Oborniki Śląskie (8 426) 43. Chocianów (8 215) 44. Gryfów Śląski (7 128) 45. Szklarska Poręba (7 094) 46. Głuszyca (6 999) 47. Żarów (6 902) 48. Polanica-Zdrój (6 900) 49. Twardogóra (6 866) 50. Sobótka (6 780) 51. Piława Górna (6 779) 52. Żmigród (6 573) 53. Przemków (6 551) 54. Lubawka (6 529) 55. Piechowice (6 494) 56. Stronie Śląskie (6 246) 57. Lądek-Zdrój (6 181) 58. Ścinawa (5 934) 59. Pieńsk (5 799) 60. Szczawno-Zdrój (5 506) 61. Kąty Wrocławskie (5 418) 62. Bolków (5 380) 63. Jaworzyna Śląska (5 240) 64. Szczytna (5 234) 65. Jedlina-Zdrój (5 116) 66. Duszniki-Zdrój (5 113) 67. Bierutów (5 066) 68. Karpacz (5 063) 69. Olszyna (4 786) 70. Leśna (4 752) 71. Świeradów-Zdrój (4 554) 72. Mieroszów (4 515) 73. Zawidów (4 412) 74. Mirsk (4 136) 75. Nowogrodziec (4 055) 76. Wojcieszów (3 940) 77. Siechnice (3 851) 78. Prochowice (3 702) 79. Niemcza (3 121) 80. Węgliniec (3 072) 81. Złoty Stok (2 930) 82. Bardo (2 860) 83. Wąsosz (2 828) 84. Międzylesie (2 776) 85. Radków (2 460) 86. Świerzawa (2 439) 87. Międzybórz (2 356) 88. Wiązów (2 230) 89. Prusice (2 203) 90. Wleń (1 884) 91. Lubomierz (1 818) |